# 潘自力
潘自力（1904年5月1日—1972年5月22日），原名潘自励，又名潘鼎九，男，陕西华县（今渭南市华州区）人，中华人民共和国政治人物。曾在莫斯科中山大学学习。1926年1月成为中国共产党党员，是中共第八届中央候补委员。曾任中共宁夏省委书记、宁夏省人民政府主席，中共陕西省委书记等职；1955年后转任外交职务，先后出任中国驻朝鲜、驻印度、驻尼泊尔、驻苏联等国大使。

## 生平

### 早年经历
潘自力出生在陕西华县高塘镇枣园村。17岁时曾投考陕西混成旅陈树藩部炮兵营当兵；翌年入咸林中学读书，受陕西早期革命者魏野畴、王复生等影响投身革命，并于1923年加入中国社会主义青年团。1925年五卅运动暴发后，潘自力组织青年参加反帝示威游行；而后，受中共指示，在陕西、河南等地进行青年和军人运动。
1925年10月，潘自力被派赴莫斯科中山大学学习；于1926年1月，转为中共党员。1927年5月回国后，在西安、渭南等地从事中共的青运、农运和兵运工作；历任陕西长安县农民协会宣传部长，共青团陕西省委代理书记兼宣传部长，中共西安市委书记，陕西省委东路特派员兼渭南县委书记等职。第一次国共合作失败后，1928年1月，潘自力任中共陕西省委常委、省委代理书记 ；4月，就任省委书记；11月，在西安被捕入狱。
1930年10月成功逃狱后，与中共组织失去联系。1931年，在杨虎城的资助下，赴法国留学；1932年，转去英国，参加英共中国语言组的工作；1933年5月，回国。1935年，在四川北部找到红四方面军，在总政治部任干事，并参加了长征。1936年9月，潘自力重新加入中国共产党，并在红军大学任政治教员；西安事变后，调西北民众运动指导委员会，任组织部部长；后出任中共陕西省委宣传部部长。

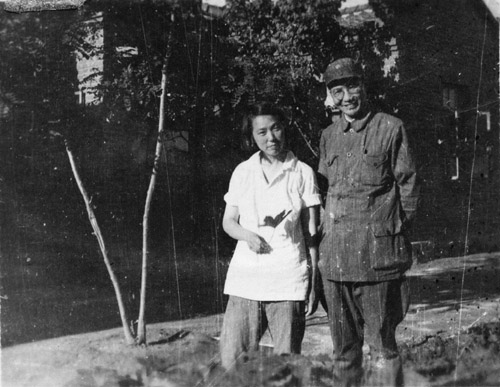
潘自力与妻子姚淑贤在蜜月中（1946年），沙飞摄

抗日战争、国共内战时期，潘自力长期在晋察冀边区工作；历任晋察冀军区政治部宣传部长、政治部副主任，晋察冀野战军政治部主任，华北军区野战军第二兵团政治部主任，解放军第十九兵团政治部主任、副政委兼政治部主任；曾参加了平津、太原、扶眉、兰州等战役；1949年9月，随军进驻宁夏。

## 建国后
中华人民共和国成立后，潘自力出任中共宁夏省委书记、宁夏省人民政府主席、宁夏军区政治委员，全面主持宁夏的党、政、军工作；1952年，调任中共陕西省委书记。1955年后，潘自力转赴外交系统任职；曾先后出任中国驻朝鲜民主主义人民共和国大使，中国驻印度、兼驻尼泊尔大使，驻苏联大使等；于1956年9月当选第八届中共中央候补委员。
文革爆发后，潘自力受批斗和迫害，于1972年5月22日在山西霍县五七干校离世。1979年2月中共中央为潘自力平反，并在北京召开追悼会纪念。 當时邓小平等送上花圈，李先念等出席追悼会。